# دون بوز
دون بوز (بالإنجليزية: Don Buse)‏ مواليد 10 أغسطس 1950 في هونتينغبورغ، هو لاعب كرة سلة أمريكي معتزل. بدأ مسيرته الاحترافية في سنة 1972. تم اختياره من قبل فريق فينيكس صنز خلال الدرافت. يبلغ طوله 6 قدم 4 بوصة (1.9 م). اعتزل اللعب في 1985. كان صاحب أعلى عدد من التمريرات الحاسمة في إن بي إيه 1977.

## المسيرة الاحترافية
لعب مع إنديانا بايسرز في سنة 1977، ثم لعب مع فينيكس صنز من سنة 1977 إلى 1980، ثم لعب مع إنديانا بايسرز من سنة 1980 إلى 1982، ثم لعب مع بورتلاند ترايل بلايزرز في موسم 1982–1983، ثم لعب مع سكرامنتو كينغز من سنة 1983 إلى 1985.

## روابط خارجية
- دون بوز على موقع إن بي أي (الإنجليزية)
- دون بوز على موقع سبورتس رفرنس (الإنجليزية)
- دون بوز على موقع كلية كرة السلة في سبورتس رفرنس.كوم (الإنجليزية)
- دون بوز على موقع ريلجم (الإنجليزية)
- دون بوز على موقع بروبوليرز (الإنجليزية)
- دون بوز على موقع سبورتس رفرنس (الإنجليزية)